# Kenneth McLean
Sir Kenneth Graeme McLean, KCB, KBE (* 11. Dezember 1896; † 5. Juni 1987) war ein britischer Offizier und zuletzt Generalleutnant der British Army, der unter anderem von 1949 bis 1951 Militärsekretär beim Kriegsminister (Military Secretary to the Secretary of State for War) war.

## Leben
Kenneth Graeme McLean, Sohn von Arthur H. McLean, WS, nahm am Ersten Weltkrieg teil und wurde 1918 als Second Lieutenant in das Ingenieurkorps (Royal Engineers) übernommen. Daraufhin folgten zahlreiche Verwendungen als Offizier und Stabsoffizier. Nach Einsätzen im Irischen Unabhängigkeitskrieg (Januar 1919 bis Juli 1921) war er unter anderem auch in Britisch-Indien stationiert. Zu Beginn des Zweiten Weltkrieges war er zwischen 1940 und 1941 im Kriegsministerium (War Office) zunächst Erster Generalstabsoffizier (General Staff Officer 1) und nach seiner Ernennung in den kommissarischen Dienstgrad als Acting Brigadier vom 23. Juni 1941 bis 1943 dort Direktor für Personalauswahl (Director of Selection of Personnel). In dieser Verwendung erhielt er am 23. Dezember 1941 auch den zeitlich befristeten Rang als Temporary Brigadier. Im weiteren Kriegsverlauf wurde er 1943 als Chief Operations Officer Stabsoffizier für Operationen der 21. Heeresgruppe (21st Army Group). Für seine militärischen Verdienste wurde er 1944 zum Companion of the Order of the Bath (CB) ernannt. Darüber hinaus wurde er 1945 Offizier der Ehrenlegion und erhielt zudem den US-amerikanischen Legion of Merit sowie das französische Croix de guerre.
Gegen Kriegsende wurde McLean am 26. April 1945 zunächst stellvertretender Generaladjutant der Alliierten Landstreitkräfte in Südostasien (Deputy Adjutant-General, Allied Land Forces South-East Asia) und bekleidete diese Funktion bis zum 1. Mai 1946. Im Anschluss wurde er als Major-General 1946 zuerst stellvertretender Generaladjutant des Kommandos Mittlerer Osten (Deputy Adjutant-General, Middle East Command) und fungierte daraufhin zwischen November 1947 und April 1949 als Vize-Generaladjutant im Kriegsministerium (Vice Adjutant-General, War Office). 1949 war er Chef des Stabes der Alliierten Kontrollkommission für Deutschland sowie stellvertretender Militärgouverneur der Britischen Besatzungszone.
Im November 1949 wurde Kenneth McLean als Lieutenant-General Nachfolger von Generalleutnant Sir Robert Mansergh Militärsekretär beim Kriegsminister (Military Secretary to the Secretary of State for War) Emanuel Shinwell beziehungsweise seit Februar 1950 von dessen Nachfolger John Strachey. Dieses Amt bekleidete er bis März 1951 und wurde daraufhin von Generalleutnant Sir Euan Miller abgelöst. Im Zuge der sogenannten „New Year Honours“ wurde er am 1. Januar 1951 als Knight Commander des Order of the British Empire (KBE) geadelt, so dass er fortan das Prädikat „Sir“ führte. Zuletzt übernahm er im April 1951 im Verteidigungsministerium des Vereinigten Königreichs den Posten des Chef-Stabsoffiziers (Chief Staff Officer, Ministry of Defence) und übte dieses Amt bis Mai 1952 aus. Bei den „New Year Honours“ wurde er am 1. Januar 1954 außerdem noch Knight Commander des Order of the Bath (KCB). 1954 schied er aus dem aktiven Militärdienst und trat in den Ruhestand.
Kenneth Graeme McLean war seit 1926 mit Daphne Winifred Ashburner Steele verheiratet.